# Zasieki

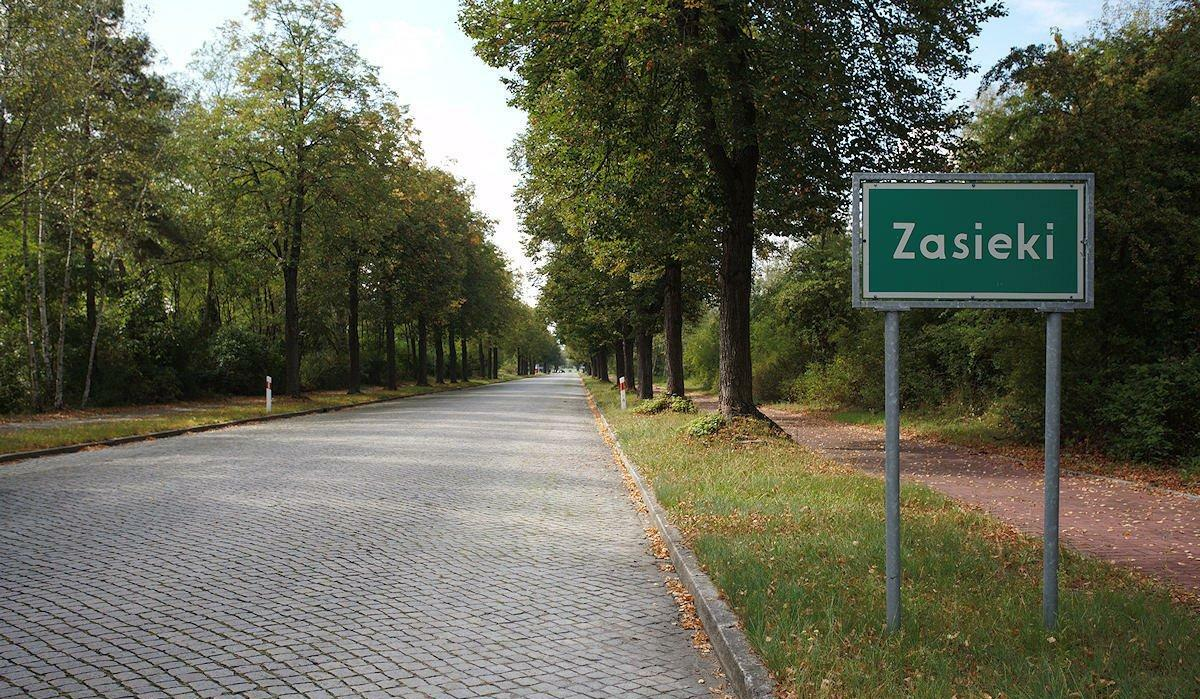
Infarten till Zasieki.

Zasieki, tyska: Skaren eller Skuren, är en ort med omkring 250 invånare i Brodys landskommun i Powiat żarski i Lubusz vojvodskap i västra Polen. Byn ligger vid gränsövergången över floden Lausitzer Neisse  till Forst (Lausitz) i Brandenburg, Tyskland.

## Historia
Zasieki ligger på den tidigare platsen för Forsts östra förstäder, som i och med Potsdamöverenskommelsen och Oder-Neisselinjen tillföll Polen efter andra världskrigets slut 1945. Byn Berge på platsen omnämns första gången 1627 och denna införlivades 1897 med den då växande industristaden Forst. Under 1900-talets första halva ersattes den tidigare träbron Lange Brücke över Neisse med en betongbro. Stadsdelen fick spårvägsanslutning, kommunalt avlopp anslutet till Forsts nät och modernistiska bostadsområden ritade av bland andra stadsarkitekten Rudolf Kühn. De lokala fotbollsföreningarna FC Viktoria Forst och FC Askania Forst tillhörde topplagen i sydöstra Tysklands regionalliga under 1910- och 1920-talet. I slutet av 1930-talet bodde omkring 8 000 personer i stadsdelen Forst-Berge öster om Neisse. 1938 påbörjades uppbyggnaden av sprängämnesfabriken Sprengchemie Forst-Scheuno som ägdes av Deutsche Sprengchemie GmbH och låg söder om orten vid dagens Brożek. Fabriken var i drift från 1941 till 1945 under andra världskriget.
Broarna över Neisse sprängdes i andra världskrigets slutskede av tyska trupper för att försvåra övergången av Neisse för Röda armén. Efter andra världskrigets slut 1945 var bebyggelsen fortfarande till stora delar intakt, men då den nya nationsgränsen mellan den sovjetiska ockupationssektorn i vad som kom att bli Östtyskland och Folkrepubliken Polen drogs längs Lausitzer Neisse var stadsdelen avskuren från de centrala delarna av Forst och kommunal infrastruktur, vilket gjorde en återuppbyggnad tekniskt komplicerad och kostsam. Den tyskspråkiga befolkningen i området hade fördrivits över gränsen av de polska myndigheterna. På Stalins order revs större delen av bebyggelsen under åren 1947 till 1952, för att materialet skulle kunna användas vid återuppbyggnaden av Warszawa. Endast 38 hus söder om järnvägen, det som tidigare var villaförorten Skaren, tilläts stå kvar, och bildar idag kärnan i byn Zasieki, medan större delen av det tidigare bebyggda området idag är skogbeväxt.
Sedan 2002 finns åter en vägbro över Neisse med en gränsövergång som sammanbinder de båda orterna Forst och Zasieki, vilket lett till att fler affärsrörelser som marknader och bensinmackar etablerat sig som del av den ökade gränshandeln mellan Tyskland och Polen. Zasieki har en järnvägsstation som trafikeras av regionaltåg mellan Forst och Żary.